# モーニング・スター (新聞)

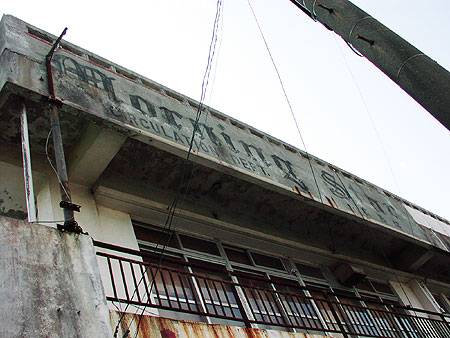
旧モーニングスター新聞社の施設

モーニング・スター (Morning Star) は、復帰前の沖縄で発行された英文の日刊新聞。
なお、宗教団体の摂理（過去「モーニング・スター」と名乗っていた）や投資信託の情報提供企業・モーニングスター社とは無関係である。
1954年に、米軍関係者やその家族向けの新聞として創刊された。外電をはじめ、沖縄の様々なニュースなども掲載した。
当初は琉球新報の社屋を間借りしていたが、後に宜野湾市に独自の新社屋を建て移転した。
購読者の大半がアメリカ人であることから米国民政府支持を掲げ、米国民政府の政策に反対する復帰運動や労働組合を徹底的に批判する論陣をはった。
一時はグアムにも販路を延ばしたが、1969年頃から経営が悪化し、復帰後の1975年に廃刊した。